# Площадь Ахмата Кадырова
Площадь имени Ахмата Абдулхамидовича Кадырова — одна из центральных площадей города Грозного, столицы Чеченской Республики.

## Описание
Площадь названа в честь Президента Чечни Ахмата Кадырова. Обрамлена проспектами Владимира Путина, Хусейна Исаева, бульваром Эсамбаева и улицей Муслима Гайрбекова. На площади установлены мемориал памяти погибших в борьбе с терроризмом и стела «Город воинской славы». Рядом с площадью расположены мечеть Сердце Чечни и здание мэрии Грозного.
На площади к 200-летию Грозного из цветной брусчатки выложена карта Чеченской Республики, занимающая всю площадь. На ней границы субъекта обозначены серым цветом, а контуры всех районов выделены чёрным. В центральной части карты располагается столица региона, выложенная из коричневой плитки.

## История
В советское время площадь носила имя Ленина. После распада СССР была переименована в площадь Свободы, а в период фактической независимости Чечни — в площадь Шейха Мансура.
В 1973 году на площади проходил митинг, который был инициирован ингушами, живущими в Пригородном районе Северо-Осетинской АССР, с требованиями прекращения дискриминации народа и территориальной реабилитации.
16 августа 2021 года на площади был открыт «нулевой километр».